# Board Warriors
『Board Warriors』（ボードウォリアーズ、北米版:Snowboard Riot）とは、2009年2月10日から配信されていたWiiウェアのコンピュータゲームである。2012年3月30日をもって配信を終了した。

## ストーリー
1年のほとんどが雪で覆われた火山島が舞台。1位になると高額な賞金と名声が得られると聞き、4人のスノーボーダーが集まった。とんでもないレースが行われる……。

## 概要
ニンテンドーWi-Fiコネクションを利用したオンライン対戦を基本としている。また、デバイスにバランスWiiボードも対応していることが特徴のスノーボードゲームである。
雪山を4人で滑り降りるスノーボードレースで、麓にはワープポイントが設置されておりこれに乗ると頂上に戻される。3周してゴール。
レース中に様々なアイテムを手に入れられる。ホーミングミサイルなどでライバルを妨害したり、ターボアイテムでライバルを突き離したりできる。また、レース中にトリックを決めるとSPゲージというものが上昇し、SPゲージを消費することで一定時間のスピードアップ、タックル攻撃が可能となる。
モードはアイテムを駆使できるBATTLEと、アイテムがなくコース上に設置されている加速装置を利用するSTOIC、3つのターボアイテムのみが使用できるTIME ATTACKの3つがあり、Wi-Fiでは最初の2つがプレイできる。Wi-Fiではレーティングポイントが設定されており、勝敗によりポイントが上下する。ポイントによりクラスが設定されている。
Wi-Fiを通して、BATTLEとSTOCKのレーティングポイント、TIME ATACKで出したタイムのランキングの送受信ができる。ゲーム中では50位までしか確認できないが、かつて存在した公式サイトでは1000位までの順位が確認できた。
ゲーム中のメイン楽曲は80kidzが担当している。

## コース
全4コース。
- COURSE 1 … 初心者向けコース
- COURSE 2 … 洞窟、仕掛けの多いコース
- COURSE 3 … ショートカットができる箇所の多いコース
- COURSE 4 … 上級者向けコース

## プレイヤーキャラクター
全4キャラ。キャップ、ゴーグル、ウェアの微々たるカスタマイズが可能。ゴーグルのみ、変更によって能力が多少変化する。また、それぞれのグッズはOAKLEYの実際の2008年モデルが採用されており、ゲーム内のOAKLEY GALLERYでその詳細が確認できる。
Edge
男性。性能はどれも平均的。
SPEED ★★
JUMP ★★
GAUGE ★★
TURN ★★
Lira
女性。初心者向けのキャラクターで、ボードコントロールが容易。
SPEED ★
JUMP ★★
GAUGE ★★
TURN ★★★
Ledrov
男性。スピードが最速であるキャラクター。
SPEED ★★★★
JUMP ★
GAUGE ★
TURN ★
Angel-A
ジャンプの性能がよく、トリックを決めやすいキャラクター。
SPEED ★
JUMP ★★★
GAUGE ★★
TURN ★★

## アイテム
アイテムは赤いショットアイテム、青い装備アイテムの2つに分類される。ショットアイテムと装備アイテムは個別に持つことができる。ショットアイテムはボタンを長押しすることで効果がパワーアップする。一部アイテムはグラブジャンプで防御可能。

### ショットアイテム
フリーズ
ライバルにぶつけると一定時間凍らせる。3回使用可能。長押しすると、凍る時間が多少長くなる。
パワーディスク
竜巻をまとった弾を発射。壁や障害物に当たると反射する。3回使用可能。長押しすると、2つ同時に後方へ発射する。
ホーミング
ライバルを追尾するミサイルを発射。2回使用可能。長押しすると、弾速、ホーミング性能が共に上昇。
ロックオン
1位のプレイヤーだけを狙うミサイルを発射。長押しすると、2発のミサイルを撃つことができる。自分が1位の場合でも、1位のプレイヤーを狙う。
ナパーム
着弾すると大爆発を起こす爆弾を発射。3回使用可能。長押しすると、空中で分裂し広範囲に爆発を起こすが、自滅しやすくなる。

### 装備アイテム
ターボ
一定時間スピードアップする。
スピードダウン
自分より上位のプレイヤー（自分が1位のときは2位のプレイヤー）のスピードを一定時間ダウンさせる。
バリア
一定時間、攻撃を防ぐ。
ゲージダウン
1位のプレイヤー（自分が1位のときは2位のプレイヤー）のSPゲージを奪い取る。
ハイジャンプ
ジャンプ力が高くなる。
氷柱
自分より上位のプレイヤー（自分が1位のときは2位のプレイヤー）の前方に数本の氷柱が出現しだし、滑走の邪魔をする。
地雷
広範囲に爆発する地雷をセットする。近くをプレイヤーが通過しようとすると爆発する。